# Tørrild Herred

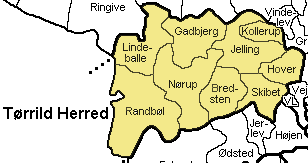
Tørrild Herred

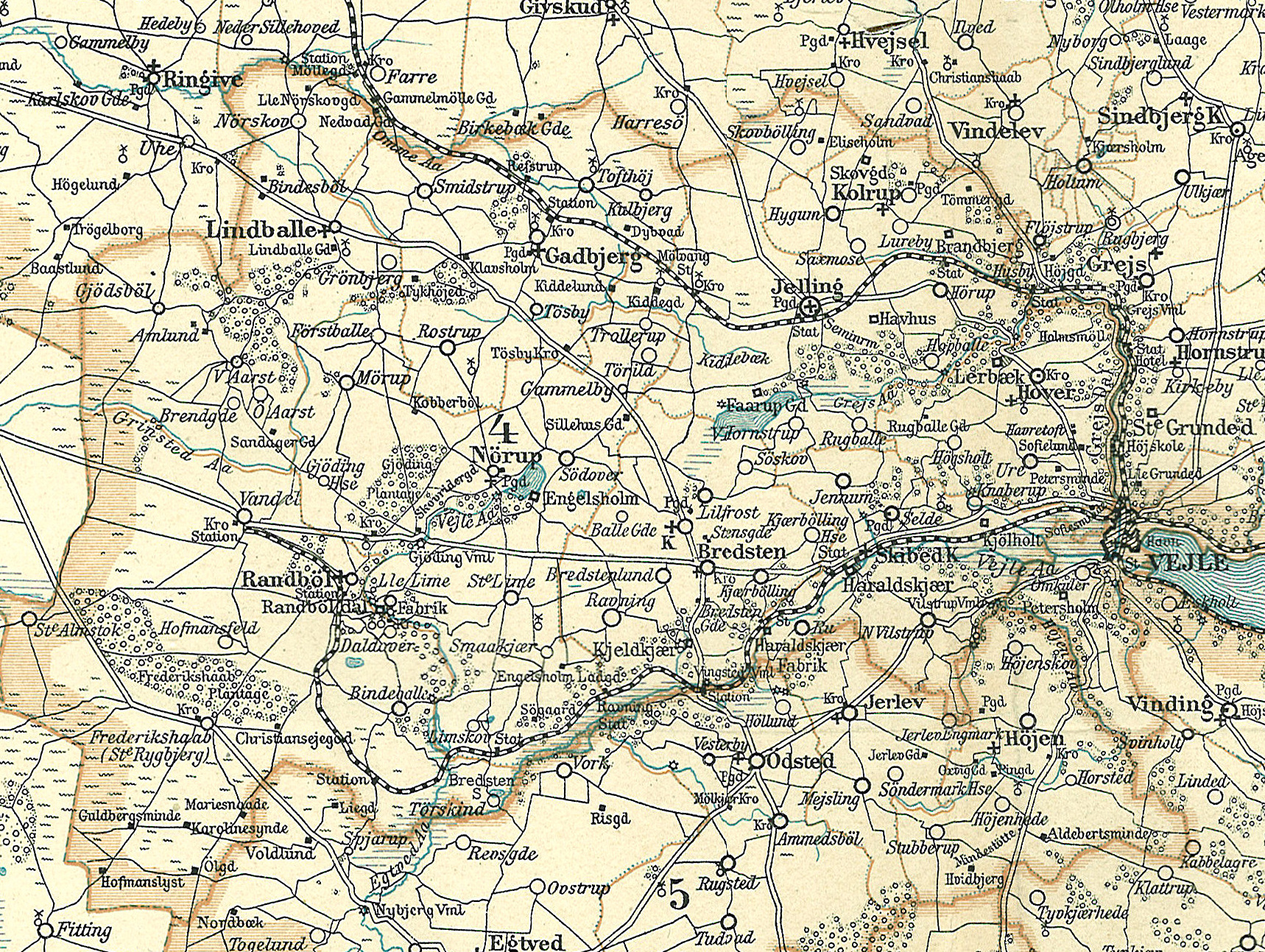
Tørrild Herred rond 1900

Tørrild Herred was een herred in het voormalige Vejle Amt in Denemarken. In Kong Valdemars Jordebog wordt de herred vermeld als Jalynghæreth. Bij de bestuurlijke reorganisatie in 1970 werd het gebied deel van de nieuwe provincie Vejle.

## Parochies
Tørrild was verdeeld in negen parochies. Vier hiervan zijn nu deel van het bisdom Ribe, vijf van het bisdom Haderslev.
- Bredsten
- Gadbjerg
- Hover
- Jelling
- Kollerup
- Lindeballe
- Nørup
- Randbøl
- Skibet